# Kira-kira
Kira-kira là tiểu thuyết đoạt giải thưởng đóng góp xuất sắc nhất cho văn học thiếu nhi Mỹ năm 2005 của nữ nhà văn Cynthia Kadohata. Nội dung cuốn sách xoay quanh một gia đình người Mỹ gốc Nhật Bản sống ở tiểu bang Georgia (Hoa Kỳ), mà chủ yếu tập trung vào những kỉ niệm giữa hai chị em: Lynn Akiko Takeshima & Katherine Natsuko Takeshima. Người chị mang "bản chất thiên tài" còn người em mang "bản chất hạnh phúc".
Truyện được kể theo lối hồi ký, bằng giọng văn trong sáng, trẻ thơ nhưng chứa chan tình cảm của đứa em gái nhỏ Katherine - Katie, dành cho người chị xinh đẹp thông minh của mình. "Kira-kira" theo tiếng Nhật có nghĩa là "lấp lánh".

## Tác giả
Cynthia Kadohata, người Mỹ gốc Nhật, là một cây bút trẻ chuyên viết tiểu thuyết. Các tác phẩm của cô đã được đăng trên The New Yorker, Grand Street Magazine và Ploughshares. Với cuốn tiểu thuyết đầu tiên "The floating world" (Thế giới không ngừng nghỉ), tờ New York Times gọi cô là "một giọng nói mới mẻ và rành mạch trong thế giới tiểu thuyết".
Cynthia cũng là người đã đoạt giải thưởng Whiting.

## Nội dung tóm tắt
Bối cảnh truyện là nước Mỹ vào thập niên 1950 sau Chiến tranh thế giới thứ hai, khi đó người Nhật vì thuộc phe đối phương tham chiến nên phải chịu nhiều kỳ thị trong một nước Mỹ bị tiêu hao và còn khó khăn sau chiến tranh.
"Kira-kira" mở đầu với tuổi thơ yên ả trên cánh đồng ngô ngút ngàn ở tiểu bang Iowa, giữa Katie và chị Lynn (mà Katie vẫn thường gọi là Lynnie). Cha của hai chị em tên Masao Takeshima còn mẹ tên Kiyoko Takeshima. Họ kiếm sống nhờ một cửa hàng bán thức ăn Á. Ngay từ hồi rất nhỏ, Lynn đã dạy cho em mình nói từ đầu tiên mà theo chị là tuyệt diệu nhất thế gian: Kira-kira. Katie dùng từ này để gọi mọi thứ cô bé thích, từ bầu trời xanh, biển, khăn giấy đủ màu cho đến lũ bướm, chó con, mèo con... Nhưng sau đó, cửa hàng thức ăn - nguồn sống duy nhất của họ, phải đóng cửa do đời sống của những người phương Đông ở đây quá khó khăn. Cả gia đình Takeshima chuyển tới một thị trấn nhỏ tại tiểu bang Georgia, Hoa Kỳ, nơi họ sống trong căn hộ xập xệ, ông bà Takeshima bán sức lao động ngày đêm tại nhà máy gia cầm cùng với 6 gia đình người Nhật khác.
Lynn lớn hơn Katie 4 tuổi, là một cô gái thông minh đặc biệt, cũng là người gần gũi với Katie nhất. Cuộc sống của hai cô bé dần biến đổi khi cả hai bắt đầu tới trường và thành viên mới - em trai út của họ là Samson Ichiro Takeshima (Sammy) chào đời. Lynn có một người bạn gái mới, Amber và bạn trai là Gregg. Katie cũng làm quen được với cô bé nghèo Sylvia Kilgore (Silly), trong một lần cô và em trai được mẹ dẫn theo tới chỗ làm. Mẹ Silly là thành viên của công đoàn.
Nhưng cuộc đời đen bạc đã vùi dập tuổi thơ hồn nhiên tươi đẹp, Lynn đã mắc phải chứng thiếu máu dẫn tới bệnh bạch cầu. Cùng lúc đó, cô bạn giả là Amber nghỉ chơi chị. Cả gia đình Takeshima quyết định vay tiền ở ngân hàng để mua một ngôi nhà màu xanh da trời, như ao ước của Katie khi trước. Nhưng bệnh tình của Lynn tiến triển rất chậm, lại cộng với việc Sammy bị thương trong chuyến cắm trại của ba chị em. Tình cảnh gia đình ngày một khó khăn, bố mẹ phải làm việc quần quật trong xưởng chế biến gia cầm, trong khi Lynn vì bệnh tật hành hạ mà ngày một trở nên trống rỗng, khó chịu, cáu kỉnh. Cuối cùng, bố mẹ đành phải nói với Katie về bệnh bạch cầu của chị. Qua tra cứu từ điển, Katie biết rằng Lynn yêu quý của cô bé rất có thể sẽ ra đi vĩnh viễn.
Tới năm Katie 11 tuổi thì Lynn mất ở tuổi 15, một mình và thanh thản. Lúc chị mình qua đời, Katie đã ra ngoài ngắm mặt trời mọc cho tới khi thiếp ngủ. Mãi tới lúc người cha bế Katie vào nhà và thông báo rằng Lynn đã mất, cô mới bàng hoàng nhận ra. Mất mát quá lớn lao, cả Katie lẫn bố mẹ cô đã phải trải qua một thời kì khó khăn, có nhiều lúc họ đã không làm chủ được hành động của mình (ông Takeshima đã đi đập nát xe một gã nhà giàu bủn xỉn trong vùng khi nhớ lại chuyện Sammy con trai ông mắc phải bẫy thú của gã). Nhưng sau mọi chuyện, cuộc đời những con người đó đã có chút niềm tin sau giông bão. Katie bắt đầu học chăm chỉ hơn, biết phụ giúp việc nhà, chăm sóc em trai, gánh vác vai trò của một người chị cả thay Lynn để nâng đỡ tinh thần cha mẹ. Cuối cùng, nhà Takeshima quyết định chuyển tới bang Missouri để làm lại từ đầu.
Ngày nọ, khi Katie đã 12 tuổi, người cha quyết định đưa Katie và Sammy đi du lịch California, nơi có đại dương thăm thẳm Lynn hằng ước nguyện được nhìn thấy lúc sinh thời. Cùng với thời gian, gia đình Takeshima dần dần tìm lại được sự yên bình trong tâm hồn. Bản thân Katie cũng đã hiểu thấu điều mà Lynn luôn dạy cô từ thời thơ dại: Hãy nhìn thế giới như một nơi ngập tràn ánh sáng, một nơi thật Kira-kira!!

## Đón nhận
Theo EVăn, điểm độc đáo của Kira - Kira còn là sự kết hợp hài hòa giữa chất phương Đông và phương Tây trong câu truyện. Nét hóm hỉnh, tinh nghịch, hài hước tình huống kiểu Mỹ lẫn cái nhẹ nhàng, thâm trầm, sâu kín của Nhật; sự lãng mạn, mơ mộng đứng bên cạnh hiện thực nghiệt ngã; niềm hạnh phúc dâng tràn bên cạnh sự chia ly, mất mát; cái ngô nghê, trong trẻo trẻ thơ bên cạnh sự trưởng thành, già dặn của những tâm hồn bé con đang dần lớn lên theo từng ngày. Theo Sahara book, nước Mỹ trong câu chuyện là nước Mỹ những năm 1950, đời sống của những gia đình người Nhật trên đất Mỹ hậu kỳ Đại chiến thế giới 2 được miêu tả rất trung thực: Những xưởng làm việc với guồng máy công nghiệp xem con người chỉ là những công cụ sản xuất. Sự vùng dậy của những người công nhân như thành lập công đoàn, đấu tranh đòi giảm giờ làm... được khéo léo lồng vào câu chuyện với liều lượng vừa phải, qua cái nhìn của một cô bé đã giúp độc giả nhí dù thuộc quốc gia nào cũng đều có thể cảm và hiểu được sự bất công, phi lý đến lạnh lùng, tàn nhẫn của một xã hội ích kỷ... Trong bối cảnh xã hội nước Mỹ luôn có những xung đột về sắc tộc, sự chia cách giàu nghèo, nạn khủng bố, bạo động, tội ác... thì "Kira-kira" chính là bài ca đẹp về niềm hy vọng, tin tưởng vào cuộc sống, tình yêu thương, quý trọng, san sẻ giúp đỡ lẫn nhau giữa những người trong cùng một gia đình và giữa con người với con người trong cùng một xã hội. Và trên tất cả, thông điệp đằng sau Kira - Kira là: cuộc sống này rất phức tạp nhưng kỳ diệu biết bao. Bạn không nên đánh mất khả năng cảm nhận điều kỳ diệu đó dù là ở những điều nhỏ bé nhất trên đời. Tôi muốn những đứa trẻ biết rằng thế giới này tràn ngập niềm hy vọng và cái đẹp, Cynthia Kadohata đã nói như thế .